# Rupalley, Rouxel et Cie
Rupalley, Rouxel et Cie est un constructeur automobile français.

## Production

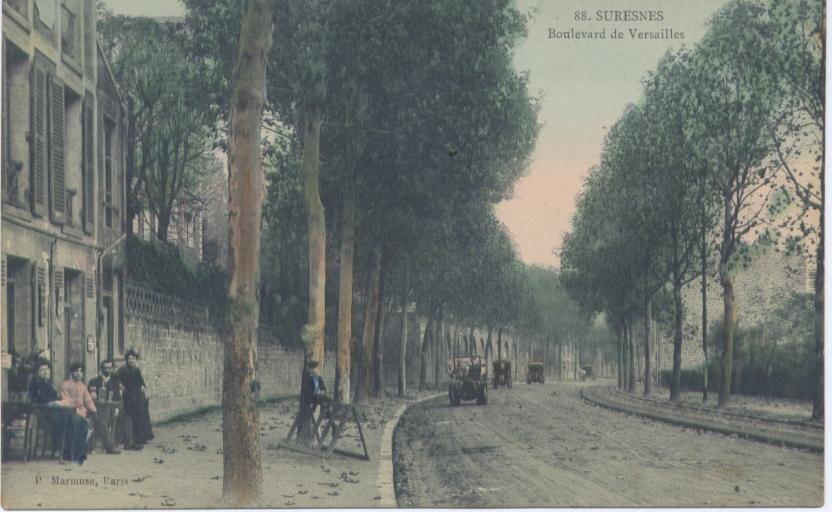
Boulevard de Versailles (boulevard Henri-Sellier).

L’entreprise basée à Suresnes a commencé à produire des automobiles en 1897. Le nom de la marque était Rupalley et Rouxel . Les vélos avec des cadres en aluminium étaient la particularité de l’entreprise. Des motos étaient également proposées par l’entreprise. L’usine était située au 5 boulevard de Versailles à Suresnes. Un espace de vente pour l’environnement parisien est aménagé au 36 Avenue de Wagram.
La production s’est terminée en 1900.